# Oud Gereformeerde Gemeenten in Nederland

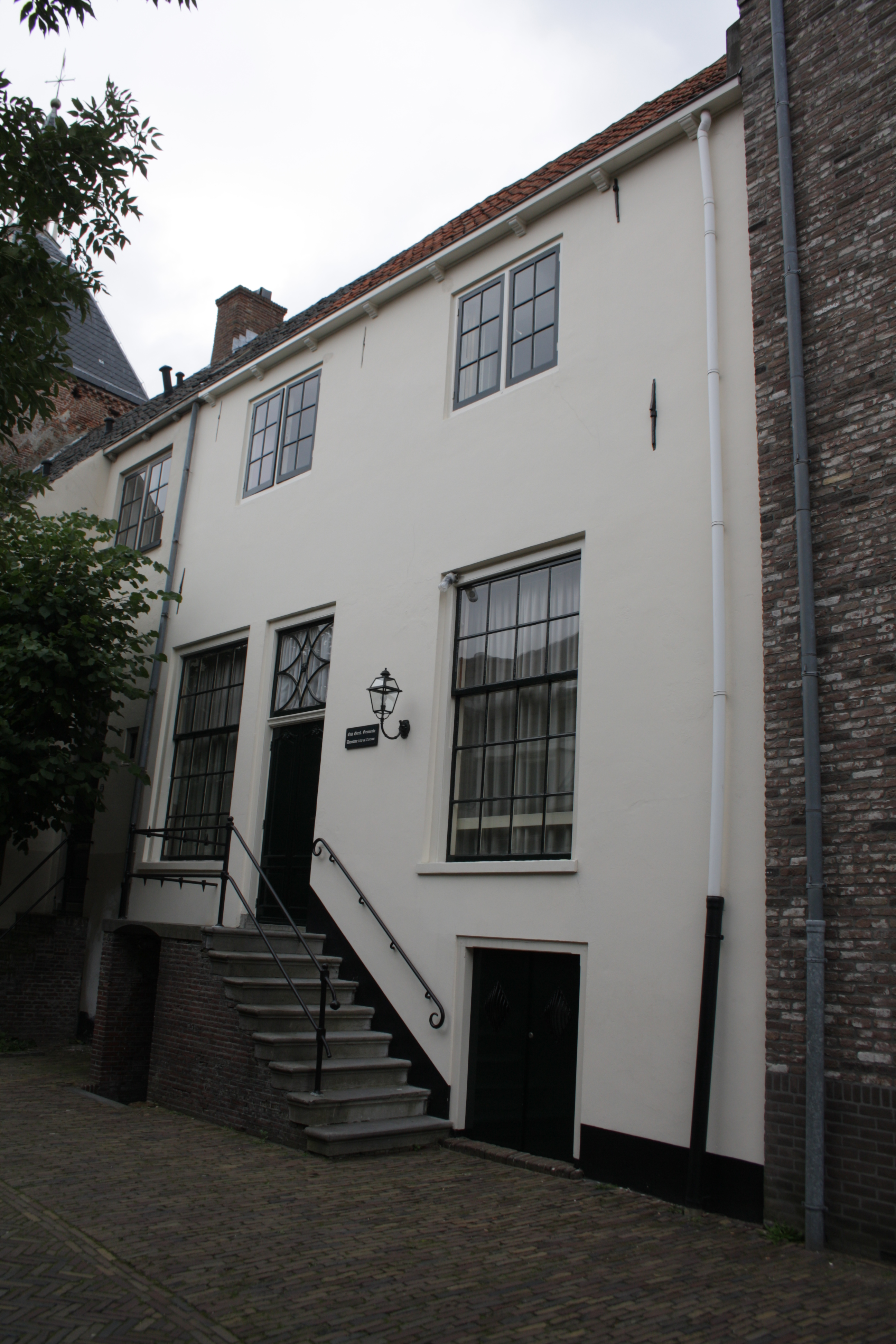
Oud Gereformeerde Gemeente te Amersfoort (De Muurhuizenkerk)

De Oud Gereformeerde Gemeenten in Nederland (OGGiN) zijn een kerkgenootschap van bevindelijk gereformeerde signatuur.

Ds. M.A. Mieras was samen met ds. Joh. van der Poel een kenmerkende persoonlijkheid binnen de Oud Gereformeerde Gemeenten in Nederland

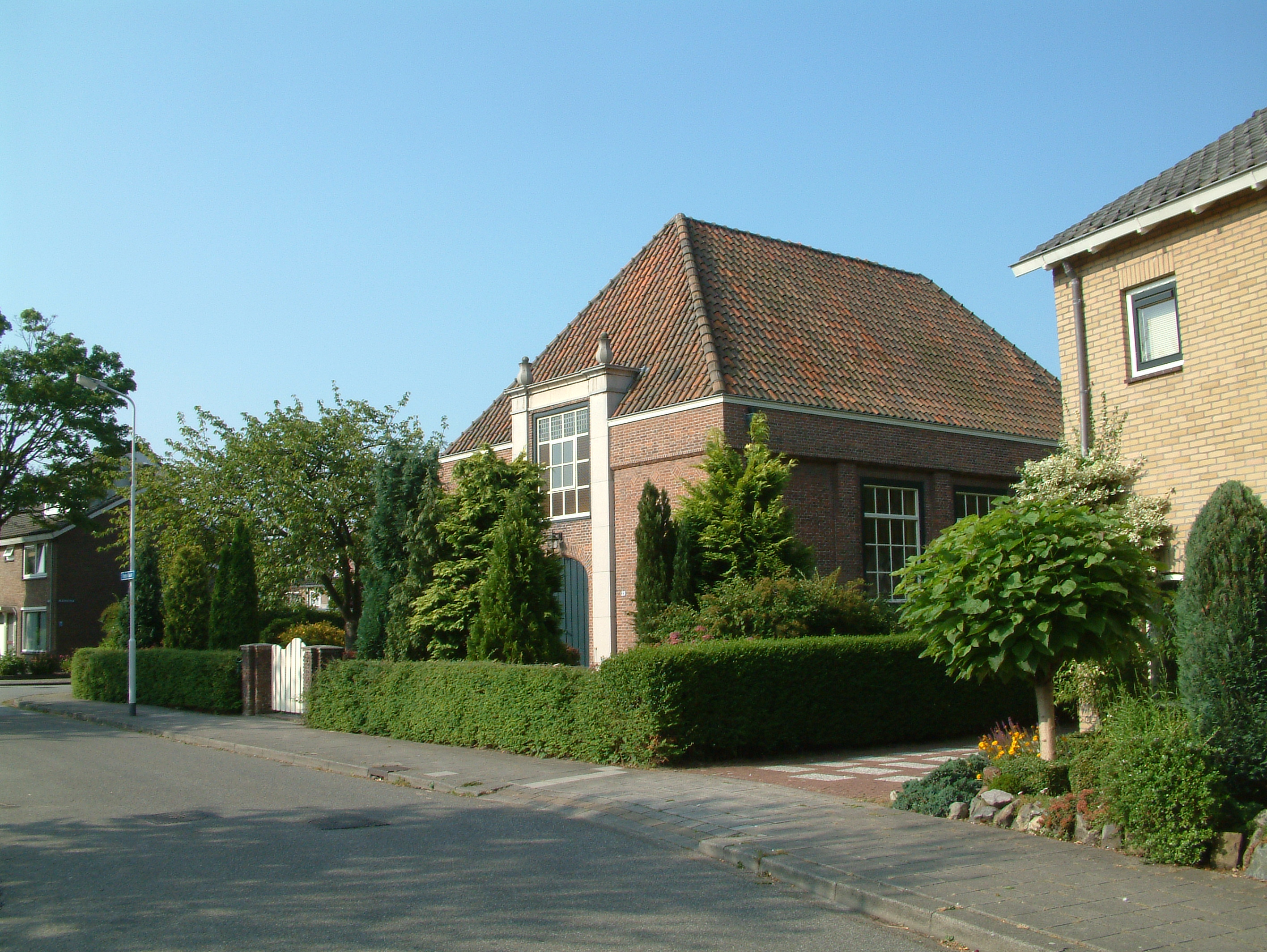
Oud Gereformeerde Gemeente te Zoetermeer

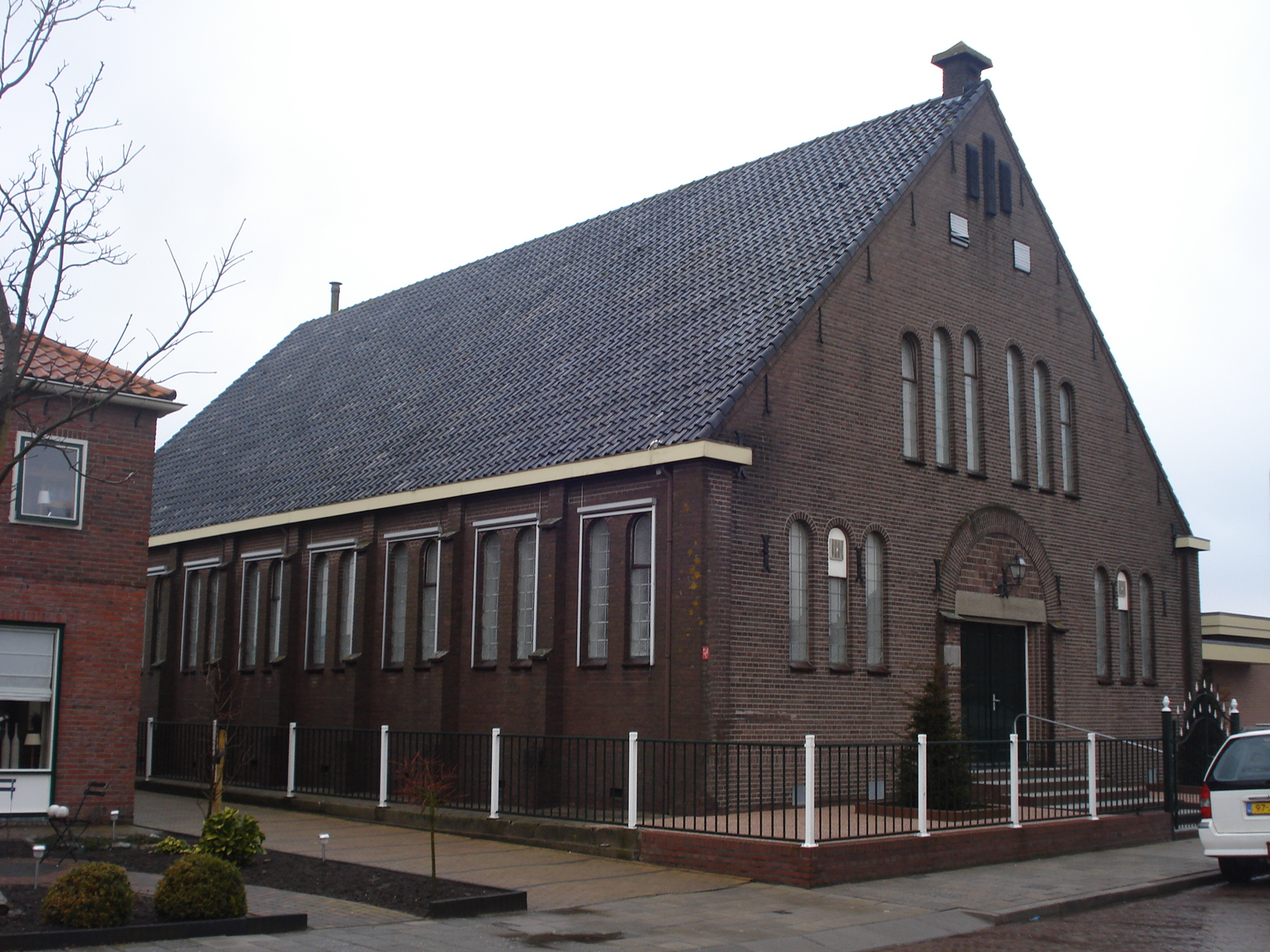
Oud Gereformeerde Gemeente te Stavenisse

Het kerkverband is ontstaan in 1948 uit een fusie van de Federatie van Oud Gereformeerde Gemeenten en de Oud-Gereformeerde Gemeenten (Boone-gemeenten).

## Geschiedenis
Het kerkverband is ontstaan in 1948 uit een fusie van de Federatie van Oud Gereformeerde Gemeenten en de Oud-Gereformeerde Gemeenten (Boone-gemeenten). In de jaren 50 en 60 van de vorige eeuw beleefde het kerkverband een bloeiperiode. In deze periode waren de predikanten Joh. van der Poel, M.A. Mieras en E. Du Marchie van Voorthuysen het meest toonaangevend. Het aantal kerkelijke gemeenten steeg van 38 in 1948 tot boven de 60 gemeenten. In de latere jaren bleef dat aantal ongeveer gelijk. Tegenover de vorming en overkomst van een aantal gemeenten stond toen het tenietgaan en de onttrekking van een ongeveer gelijk aantal gemeenten.
De sterke groei in de jaren vijftig en zestig werd voornamelijk veroorzaakt door overkomst van gemeenten uit andere kerkgenootschappen. Ook een aantal vrije gemeenten verzocht om aansluiting. Zo kwam in 1952 ds. E. du Marchie van Voorthuysen met Leersum (159 leden) over uit de Christelijke Gereformeerde Kerken, in 1960 gevolgd door ds. W. Baaij met Doorn (209 leden). In 1977 ging ds. M. Pronk met zo'n 400 leden van Dordrecht-Centrum naar de aula van het Christelijk Lyceum Dordrecht, alsook met vier kerkenraadsleden, twee ouderlingen en twee diakenen. Daartegenover staat onder meer de breuk van de grote gemeente van Ede met de OGGiN in 1986 en in 1981 de overgang van Doetinchem (een gemeente met 541 leden) naar de Gereformeerde Gemeenten.
In oktober 2007 ontstond er – naar aanleiding van het zich onttrekken aan het kerkverband van de predikant A.P. van der Meer – een afsplitsing onder de naam Oud Gereformeerde Gemeenten buiten verband. Een deel van de gemeente van Sint Philipsland en de gemeente van Bolnes traden uit het kerkverband. In maart 2010 onttrok de gemeente Goes zich aan het kerkverband.

## Karakter van het kerkverband
Evenals andere reformatorische kerkgenootschappen houden de Oud Gereformeerde Gemeenten in Nederland vast aan het gezag van de Bijbel, samengevat in de Apostolische geloofsbelijdenis, Geloofsbelijdenis van Nicea, de Geloofsbelijdenis van Athanasius en de Drie Formulieren van Enigheid.
Het kerkverband had in de lijn van de ledeboeriaanse traditie altijd een relatief losse kerkstructuur, maar met de komst van een eigen kerkelijk bureau is er meer onderlinge samenhang gekomen. Het kerkverband heeft geen specifieke leeruitspraken zoals de Gereformeerde Gemeenten en de Gereformeerde Gemeenten in Nederland.
Doordat er relatief weinig predikanten zijn wordt op zondag vaak een preek gelezen. Dit kunnen preken zijn uit de tijd van de Nadere Reformatie of preken van meer recent overleden voorgangers die gediend hebben binnen of buiten het kerkverband waarmee geestelijke overeenstemming bestaat. De oud-gereformeerde ouderling F. N. Snoek uit Ermelo gaf in 2020 aan dat hij in de leesdiensten voor de helft oude schrijvers leest: „Mijn oudvader is Smijtegelt. Verder lees ik graag Gray, Van der Hagen of David Bruinings en van de meer eigentijdse predikanten Smits, Van de Breevaart, Van de Ketterij of Monster.”
Door sommige predikanten binnen de oudgereformeerde traditie wordt op bepaalde aspecten van de geloofsleer (de rechtvaardigmaking) meer nadruk gelegd. In 2012 uitte ds. A. Kort kritiek op de zogenoemde "embryotheologie." Deze theologie verbond hij aan de namen van dr. A. Comrie, dr. A. Kuyper, ds. G. H. Kersten en dr. C. Steenblok. Hij wilde hiermee waarschuwde "voor de leer van de onbewuste inlijving in Christus en het deelhebben aan de weldaden vóórdat men de Middelaar als Persoon kent." Volgens de Hersteld Hervormde dr. P. de Vries was Kort in zijn kritiek "op een aantal punten ongenuanceerd." "We zullen er mee moeten rekenen dat er in de mate van kennis van Christus trappen zijn. In de Dordtse Leerregels wordt daarover heel nadrukkelijk gesproken. Het boek van Kort zou aan waarde hebben gewonnen als hij op deze zaak nader was ingegaan." (..) 

#### Liturgie
Liturgisch wordt in de kerkdiensten de Statenvertaling gebruikt. Psalmen worden volgens de Psalmberijming van 1773 en niet-ritmisch (op hele noten) gezongen. In 16 gemeenten wordt de berijming van 1566 van Petrus Datheen gebruikt.

## Organisatie
Het kerkverband telt 55 gemeenten en 3 afdelingen in Nederland. Er is daarnaast één gemeente in Canada en een afdeling in de Verenigde Staten. Het kerkverband telt ongeveer 16.500 leden en doopleden. De grootste gemeenten zijn te vinden in Barneveld, Ede-Wekerom, Geldermalsen, Hardinxveld-Giessendam, Kinderdijk, Krimpen aan den IJssel, Stavenisse en Urk.
Volgens schattingen van het Reformatorisch Dagblad groeit het kerkverband met ongeveer 50 leden per jaar.
Het ledenaantal kende de afgelopen decennia een ietwat grillig verloop doordat regelmatig hele gemeenten zich afscheidden of zich juist aansloten.

#### Predikantenvoorziening
De Oud Gereformeerde Gemeenten in Nederland kennen officieel geen eigen theologische opleiding voor toekomstige predikanten. Degenen die predikant willen worden in dit kerkverband studeren veelal bij een van de predikanten van het kerkverband. Het kerkverband kent geen curatorium, maar een Commissie van Onderzoek die elk jaar in januari vergadert. De eerste twee jaar gaat een student door de gemeenten als proponent. Daarna is hij beroepbaar als lerend ouderling. Na twee jaar lerend ouderling te zijn geweest, wordt hij wederom beroepbaar gesteld, nu als predikant.
Predikanten van de Oud Gereformeerde Gemeenten zijn Rein Bakker (Kinderdijk), Pieter de Boer (Echteld-Ochten), G. Gerritsen (Barneveld), Ton Kort (Krimpen aan den IJssel), Harmen Romkes (Rouveen), A.F.R. van de Veen (Wekerom), P. van Veen (Benthuizen), A.J. van Wingerden (Lienden) en Thomas Zwartbol (Urk). Op 20 januari 2025 werden er twee studenten aangenomen door de Commissie van Onderzoek: Sijmen de Boer uit Urk en Jan Poppe uit Geldermalsen. De vier jaren daarvoor was er geen enkele student aangenomen.

## Publicaties
Eens in de twee weken verschijnt het Kerkblad der Oud-Gereformeerde Gemeenten in Nederland, met vaste rubrieken zoals meditatie, kerkelijke geschriften, kerkvaders en kerknieuws. Dit kerkblad verschijnt 25 keer per jaar.

## Kerkelijke eenheid en samenwerking
Op tal van gebieden werken de Oud Gereformeerde Gemeenten in Nederland samen met andere kerkgenootschappen, bijvoorbeeld binnen de GBS (Gereformeerde Bijbelstichting), Stichting Adullam en de Mbuma-Zending (een zending die uitgaat van de Free Presbyterian Church of Scotland).
Met de Gereformeerde Gemeenten onderhoudt men een zekere band, die bestaat uit het erkennen van elkaars attestaties.

## Ledenaantallen
Hieronder zijn alle oudgereformeerde gemeenten vermeld, inclusief een geschat ledenaantal:
|                 | Achterberg             | 260   | vacant                 |                                                        |
|                 | Alphen aan den Rijn    | 30    | vacant                 |                                                        |
| Muurhuizenkerk  | Amersfoort             | 100   | vacant                 |                                                        |
|                 | Barneveld              | 1025  | vacant                 |                                                        |
|                 | Beekbergen (Lieren)    | 60    | vacant                 |                                                        |
|                 | Benthuizen             | 70    | ds. P. van Veen        |                                                        |
|                 | Bergambacht            | 175   | Ds. G. Gerritsen       |                                                        |
|                 | Bunschoten             | 50    | vacant                 |                                                        |
|                 | Capelle aan den IJssel | 65    | vacant                 |                                                        |
|                 | Doorn                  | 95    | vacant                 |                                                        |
|                 | Dordrecht              | 320   | vacant                 |                                                        |
|                 | Echteld-Ochten         | 400   | Ds. P. de Boer         |                                                        |
|                 | Ede-Spoorstraat        | 100   | vacant                 |                                                        |
|                 | Ederveen               | 45    | vacant                 | Afdeling van Barneveld.                                |
|                 | Elspeet                | 85    | vacant                 |                                                        |
|                 | Elst                   | 150   | vacant                 |                                                        |
|                 | Ermelo                 | 180   | vacant                 |                                                        |
|                 | Geldermalsen           | 1000  | vacant                 |                                                        |
|                 | Gouderak               | 100   | vacant                 |                                                        |
|                 | Grafhorst              | 340   | vacant                 |                                                        |
| Langestraatkerk | 's-Gravendeel          | 175   | vacant                 |                                                        |
|                 | 's-Gravenpolder        | 250   | vacant                 |                                                        |
|                 | Hardinxveld-Giessendam | 735   | vacant                 |                                                        |
|                 | Kampen                 | 200   | vacant                 |                                                        |
|                 | Kinderdijk             | 860   | Ds. R. Bakker          |                                                        |
|                 | Klundert               | 20    | vacant                 | Afdeling van Dordrecht                                 |
| Mieraskerk      | Krimpen aan den IJssel | 1680  | Ds. A. Kort            |                                                        |
|                 | Leersum                | 325   | vacant                 |                                                        |
|                 | Lienden                | 230   | ds. A.J. van Wingerden |                                                        |
|                 | Lisse                  | 140   | vacant                 |                                                        |
|                 | Loenen aan de Vecht    | 120   | vacant                 |                                                        |
|                 | Monster                | 65    | vacant                 |                                                        |
|                 | Langbroek              | 325   | vacant                 |                                                        |
|                 | Nieuw-Beijerland       | 125   | vacant                 |                                                        |
|                 | Oldebroek              | 70    | vacant                 |                                                        |
|                 | Oostburg               | 100   | vacant                 |                                                        |
|                 | Oosterland             | 300   | vacant                 |                                                        |
|                 | Oud-Beijerland         | 120   | vacant                 |                                                        |
|                 | Overberg               | 26    | vacant                 |                                                        |
|                 | Papendrecht            | 90    | vacant                 |                                                        |
|                 | Puttershoek            | 150   | vacant                 |                                                        |
|                 | Rhenen                 | 125   | vacant                 |                                                        |
|                 | Rijssen                | 200   | vacant                 |                                                        |
|                 | Rouveen                | 380   | ds. H.H. Romkes        |                                                        |
|                 | Salford (Ontario)      | 200   | vacant                 |                                                        |
|                 | Scheveningen           | 25    | vacant                 |                                                        |
|                 | Sint Philipsland       | 600   | vacant                 |                                                        |
|                 | Sliedrecht             | 10    | vacant                 | Afd. v. H-Giessendam, alleen doordeweeks kerkdiensten. |
|                 | Sint-Maartensdijk      | 100   | vacant                 |                                                        |
|                 | Stavenisse             | 850   | vacant                 |                                                        |
| Jachin Boazkerk | Urk                    | 1520  | Ds. Th. Zwartbol       |                                                        |
|                 | Utrecht                | 40    | vacant                 |                                                        |
|                 | Veenwouden             | 75    | vacant                 |                                                        |
|                 | Waddinxveen            | 200   | vacant                 |                                                        |
|                 | Wekerom                | 755   | ds. A.F.R. van de Veen |                                                        |
|                 | Werkendam              | 150   | vacant                 |                                                        |
|                 | Woudenberg             | 375   | vacant                 |                                                        |
|                 | Zierikzee              | 50    | vacant                 |                                                        |
|                 | Zoetermeer             | 80    | vacant                 |                                                        |
| Totaal          | Totaal                 | 16511 |                        |                                                        |

## Bekende personen

#### Uit de geschiedenis van de Oud Gereformeerde Gemeenten in Nederland
- Barend Toes
- Lodewijk Gebraad
- Johannes Willem Slager
- Marinus Abraham Mieras
- Johannes van der Poel
- Everard du Marchie van Voorthuysen
- Cornelis Smits
- Barend Florijn (1920-2020), docent pedagogiek en biologie aan de christelijke kweekschool Juliana van Stolberg in Gorinchem. In herinneringen van studenten werd Florijn vaak genoemd als een van de leraren die het meest indruk op hen had gemaakt. In 1980 ging hij met pensioen en keerde terug naar Driebergen. De voormalige docent schreef de brochurereeks Opstellen over de christelijke opvoeding. Daarnaast publiceerde hij kerkhistorische verhalen en jeugdboeken. Florijn behoorde oorspronkelijk tot de Christelijke Gereformeerde Kerk, maar ging later over naar de Oud Gereformeerde Gemeenten in Nederland. Uiteindelijk ging Florijn naar geen enkele kerk meer en las thuis preken van oudvaders als Van der Groe, Thomas Boston, Joos van Laren en anderen. In een interview met het Reformatorisch Dagblad zei Florijn: "Ik ben bang dat God ons land heeft verlaten, al zit hier en daar nog wel een kind van God verscholen. De mensen zijn zo blij met al hun nieuwe kerken en activiteiten die zij organiseren. Maar ik kan er niets mee."[12][13]
- Joannes Baptista Philibert (1931-2020) Na een geestelijke ommekeer ging hij doordeweeks diensten van de Christelijke Gereformeerde Kerk in Middelharnis bijwonen, of de Gereformeerde Gemeenten in de omtrek. Uiteindelijk kwam hij in de Oud Gereformeerde Gemeente van Papendrecht terecht en werd ambtsdrager in de gemeente. In 1976 werd hij benaderd door de kerkenraad van de Oud Gereformeerde Gemeente te Geldermalsen. In deze gemeente kreeg hij fulltime leiding als ouderling. Philibert betrok met vrouw en drie kinderen de helft van het woongedeelte van de tot kerk verbouwde boerderij.[14]

#### Huidige kerkelijke context
- A.F.R. van de Veen (1943), predikant Ede-Wekerom
- G. Gerritsen (1946), predikant Bergambacht
- P. van Veen (1950), predikant Benthuizen
- Wim Fieret, (1950) Groeide op in Oostburg, Zeeuws-Vlaanderen. Promoveerde in 1990 op de geschiedenis van de Staatkundig Gereformeerde Partij (SGP) in de periode 1918-1948. Tijdens zijn loopbaan in het onderwijs vervulde hij verschillende (directie) functies op reformatorische scholen, waaronder het Van Lodenstein College in Amersfoort. Van 2011 tot 2015 was hij op het Hoornbeeck College lector identiteitsontwikkeling bij reformatorische jongeren. Begin 2015 ging hij met pensioen. Fieret schreef verschillende boeken over (kerk)historische onderwerpen, waaronder biografieën van de nadere reformatoren zoals Udemans (1985), Van der Groe (2008), Hellenbroek (2009) en Wilhelmus à Brakel (2016). In 2016 riep Fieret op tot meer samenwerking van de (bevindelijk) gereformeerde gezindte[15]
- Anthonie Kort (1951), predikant Krimpen aan den IJssel
- Peter Zevenbergen (1956), voormalig partijvoorzitter Staatkundig Gereformeerde Partij
- Thom Zwartbol (1961), predikant Urk
- Rein Bakker (1963), predikant Alblasserdam (Kinderdijk)
- Pieter de Boer (1966), predikant Echteld-Ochten
- Steef de Bruijn (1962), hoofdredacteur Reformatorisch Dagblad
- Kees van der Staaij (1968), voormalig politiek leider van de Staatkundig Gereformeerde Partij (tot 2023)
- A.J. van Wingerden (1975), predikant Lienden
- H.H. Romkes (1975), predikant Rouveen

#### Historisch
- Florijn, H. De Ledeboerianen. Een onderzoek naar de plaats, invloed en denkbeelden van hun voorgangers tot 1907, Dissertatie, promotor Prof. dr. O.J. de Jong (1992)
- Vermeulen, J.M. Herder in de noodkerk. Leven en werken van ds. L. Boone en de feiten van 1907 (2017)
- Hille, H. Tweestromenland Geschiedenis van de oud gereformeerden in de eerste helft van de twintigste eeuw (1996)
- Hille, H. Samengevloeid. Geschiedenis van de oud gereformeerden in de tweede helft van de twintigste eeuw (2005)
- Vermeulen, J.M., Het wonderlijkste wonder, Uit het leven van ds. Johannes van der Poel (1999)
- Poel, Joh. van der Autobiografisch materiaal, aangevuld met een verslag van zijn overlijden en begrafenis (1997)
- Florijn, B. Ontsloten verleden herinneringen aan ds. E. du Marchie van Voorthuysen (1993)
- Redactie Bibliotheek van de Kleine Kerkgeschiedenis, Predikanten en Oefenaars, Biografisch Woordenboek van de Kleine Kerkgeschiedenis, deel 1-5, (1988-1999)

#### Leerstellig
- De Oud Gereformeerde Gemeenten in Nederland gaven de serie Der vaderen erfenis uit. Deze serie bestaat uit 25 delen. In 1995 werd er door de synode toe besloten om jaarlijks zes preken van Hollandse oudvaders uit te geven. De preken zijn in de hedendaagse spelling overgezet en te lange zinnen zijn in stukjes geknipt. "Het doel van de serie is om in het algemeen het lezen van preken van oudvaders te bevorderen. Iedere kerkenraad van het kerkverband ontvangt elk jaar gratis een nieuw deel, om het lezen hiervan tijdens de leesdiensten te stimuleren.” In 2021 werd deze serie gestopt en opgevolgd door een nieuwe serie met zes preken van oudvaders, Geschonken geschriften.[16]